# 779
779 (DCCLXXIX, na numeração romana) foi um ano comum do século VIII, do Calendário Juliano, da Era de Cristo, teve início a uma Sexta-feira e terminou também a uma Sexta-feira, e a sua letra dominical foi C.
| Ano completo                       |
| ---------------------------------- |
| Ano comum com início à sexta-feira |

## Eventos
- Fujiwara no Uona é nomeado Naidaijin durante o governo do Imperador Konin. [1]

## Nascimentos
- Santo Agobardo de Lyon (morto em 840)
- Ibraim ibne Almadi (morto em 839) Califa de Bagdá

## Mortes
- 25 de fevereiro - Santa Valburga  (nasc, 710)
- 28 de agosto  - Fujiwara no Momokawa (nasc, 732)